# Käll- och Mjöträsken
Käll- och Mjöträsken este o arie protejată (arie specială de conservare — SAC, sit de importanță comunitară — SCI) din Suedia întinsă pe o suprafață de 179,8 ha, integral pe uscat.

## Localizare
Centrul sitului Käll- och Mjöträsken este situat la coordonatele 65°51′01″N 23°34′50″E / 65.8502°N 23.5805°E.

## Înființare
Situl Käll- och Mjöträsken a fost declarat sit de importanță comunitară în decembrie 1995 pentru a proteja 2 specii de plante. Situl a fost protejat și ca arie specială de conservare în martie 2011.

## Biodiversitate
Situată în ecoregiunea boreală, aria protejată conține 7 habitate naturale: Izvoare fino-scandinave și mlaștini produse de izvoare bogate în minerale, Lacuri și iazuri distrofice naturale, Mlaștini alcaline, Mlaștini împădurite, Lacuri eutrofice naturale cu vegetație de tip Magnopotamion sau Hydrocharition, Taiga vestică, Mlaștini turboase de tranziție și turbării mișcătoare.
La baza desemnării sitului se află mai multe specii protejate de  plante (2): papucul doamnei (Cypripedium calceolus), Hamatocaulis vernicosus.